# Kazuko Shiraishi
Kazuko Shiraishi (白石 かずこ Shiraishi Kazuko, Vancouver, 27 de fevereiro de 1931 – 14 de junho de 2024) foi uma tradutora e poeta que nasceu em Vancouver, Canadá. Modernista, no sentido usado nos EUA, poeta outsider que começou no grupo de poesia vanguardista VOU de Kitasono Katue, o qual estimulou Shiraishi a publicar seu primeiro livro de poemas em 1951. Ela leu alguns dos seus poemas em performances de jazz. Já apareceu em leituras e festivais literários em todo o mundo. Foi traduzida em inglês por Kenneth Rexroth.

## Traduções disponíveis em inglês
Hiroaki Sato traduziu a poesia de Shiraishi para a BOMB Magazine, e várias de suas antologias apareceram em inglês:
- Seasons of Sacred Lust. Traduzido por Ikuko Atsumi, John Solt, Carol Tinker, Yasuyo Morita, e Kenneth Rexroth. Ed. por Kenneth Rexroth. New Directions Press, 1975.
- Let Those Who Appear. Traduzido por Samuel Grolmes and Yumiko Tsumura. New Directions Press, 2002.
- My Floating Mother, City. Traduzido por Samuel Grolmes and Yumiko Tsumura. New Directions Press, 2009.
- Sea, Land, Shadow. Traduzido por Yumiko Tsumura. New Directions Press, 2017.

## Morte
Shiraishi morreu no dia 14 de junho de 2024, aos 93 anos.